# Segunda guerra remensa
La segunda guerra remensa tuvo lugar en el Principado de Cataluña entre 1484 y 1485. Los remensas rebeldes estuvieron encabezados por Pere Joan Sala, lugarteniente durante la primera guerra remensa de Francesc de Verntallat, quien en esta ocasión no se sumó a la revuelta y dirigió a los remensas moderados que buscaban una solución al conflicto por la mediación del rey Fernando II de Aragón. La batalla de Llerona del 24 de marzo de 1485, en la que las fuerzas de Sala fueron derrotadas y él fue hecho prisionero ―sería ajusticiado en Barcelona pocos días después―, puso fin a la guerra. El pleito remensa se resolvió definitivamente un año después gracias a la Sentencia arbitral de Guadalupe dictada por el rey Fernando II.

## Antecedentes
Fernando II de Aragón continuó la política filoremensa de la monarquía, con más motivo si cabe por la experiencia vivida durante el asedio de la Força Vella, cuando contaba con nueve años edad, en el que un centenar de remensas participaron en su defensa frente a las tropas de la Diputación del General de Cataluña comandadas por el conde de Pallars. Sin embargo en las Cortes de Barcelona de 1480-1481 debido a la presión de los tres brazos ―«impidiendo la conclusión de la Corte si aquélla no hacíamos», en palabras del propio rey Fernando― se vio obligado a aprobar la constitución Com per lo senyor, publicada el 8 de octubre de 1481, que anulaba la sentencia interlocutoria de Alfonso V de 1455 sobre la suspensión de los malos usos por lo que los señores volvieron a reclamarlos a «sus» campesinos ―aunque el rey se reservó un año y un día para reflexionar y proponer una solución definitiva a la cuestión remensa―. A cambio las Cortes hicieron un donativo al monarca de 300 000 libras.
Como ha destacado Jaume Vicens Vives, la aplicación de la constitución Com per lo senyor «iba a encender la hoguera de la revuelta campesina en un plazo inferior a tres años, a pesar de la política de concordia y compromiso preconizada por la corte real, pues facilitaba la propaganda del ala radical de los remensas, forjada en la lucha del primer levantamiento en tiempos de Juan II». Esta misma valoración es compartida por Santiago Sobrequés y Jaume Sobrequés: «La aplicación de esta funesta constitución en un campo ya bastante agitado por la cuestión de los pagos atrasados fue como llover sobre mojado».

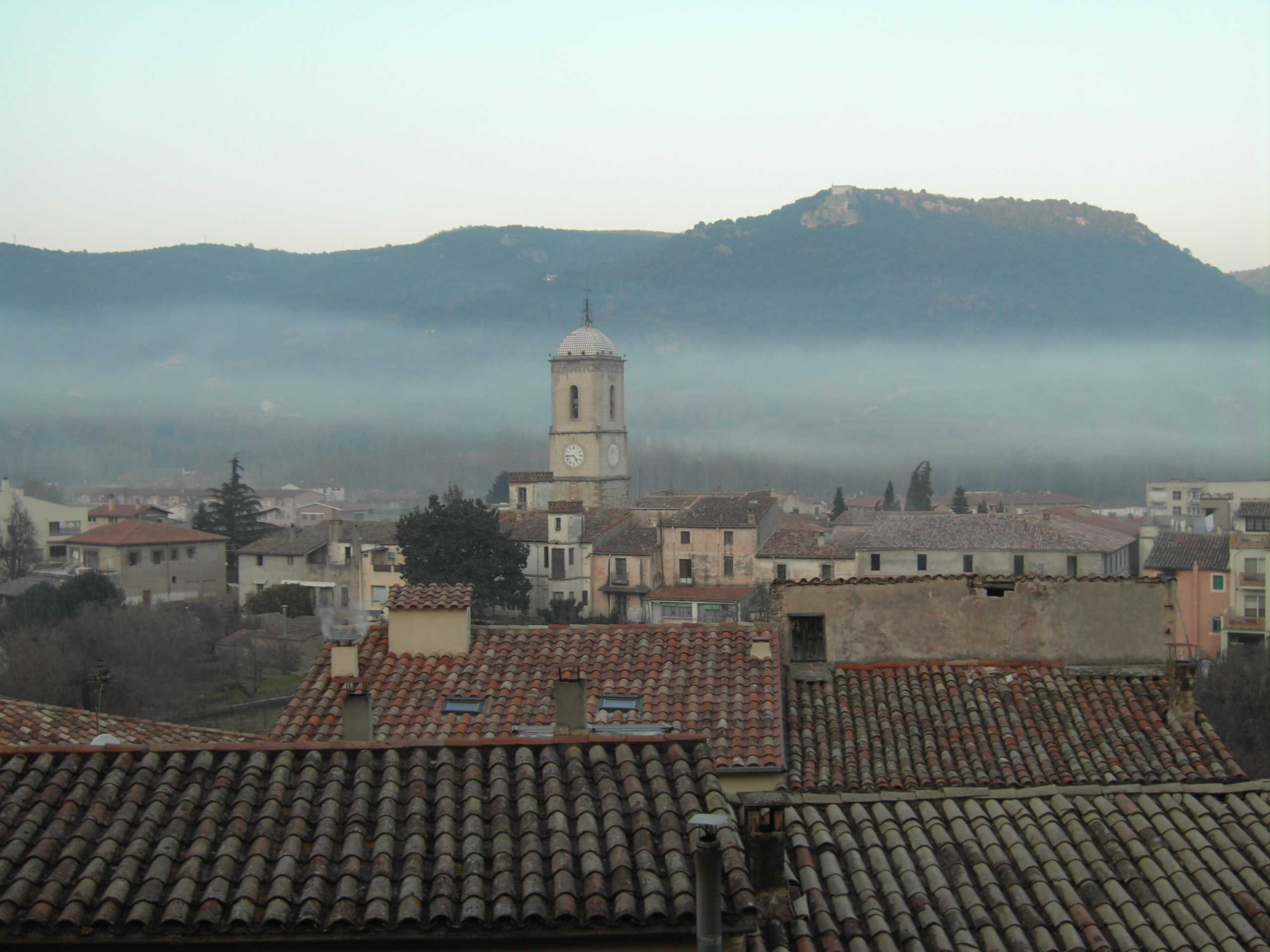
Vista de la villa de Amer, cuyo valle recorría el procurador de Gerona Juan Desvern cuando fue asesinado en marzo de 1482.

Los campesinos remensas se resistieron a cumplir la constitución Com per lo senyor. Resultado de la creciente tensión que se vivía en el campo ―para evitar un posible alzamiento remensa el lugarteniente de Cataluña Enrique de Aragón llegó a prohibir que los campesinos tuvieran caballos que pudieran cabalgar― fue el incidente que se produjo a principios de marzo de 1482. En esa fecha fue hallado muerto con una flecha que le atravesaba la espalda el ciudadano de Gerona Juan Desvern en el término de Sobrerroca, en la baronía de Sant Pau. Desvern estaba recorriendo el valle de Amer reclamando censos y prestaciones atrasadas a los payeses. A principios de junio fueron detenidos y encarcelados en Gerona por orden de los jurados de la ciudad ―que seguían las instrucciones del Lugarteniente General de Cataluña el infante Enrique de Aragón― Pere Joan Sala, lugarteniente de Verntallat durante la primera guerra remensa, y Joan Serinyá, otro campesino remensa, como autores del asesinato. Pero estos a los pocos meses fueron puestos en libertad. Al parecer las autoridades temían que su ajusticiamiento provocara un nuevo levantamiento remensa.
Los remensas moderados buscaron la mediación del monarca y enviaron una embajada a la corte integrada por dos síndicos, Pedro Pi, de San Daniel (Gerona), y Juan Serinyá, de Canet ―este último no tenía nada que ver con el Joan Serinyá acusado de la muerte de Juan Desvern―. Fruto de esta iniciativa fue la misión encomendada a principios de 1483 al barón de Cruïlles por el lugarteniente de Cataluña, el infante Enrique de Aragón, siguiendo las instrucciones del rey. Su objetivo era alcanzar un acuerdo entre los remensas y los señores pero no lo consiguió debido a la intransigencia de estos últimos, especialmente reacios a permitir las reuniones de los remensas ―los ajusts―. La respuesta del rey Fernando II fue la salvaguardia expedida en Córdoba el 24 de agosto de 1483 en la que se permitía a los remensas reunirse en asambleas para tratar de la emancipación de los malos usos, elegir a sus síndicos y establecer la cuota o tall que debía pagar cada familia para sufragar los gastos de aquellos y para hacer frente al pago de 60 000 florines que debían los remensas a la monarquía de los 100 000 pactados con Alfonso el Magnánimo en 1455. La salvaguardia suscitó un enorme rechazo entre los señores y muchos no la acataron.

## La guerra
Ante la intransigencia de los señores, que ni siquiera estaban dispuestos a acatar la salvaguardia de 1483, y que estaban aplicando con todas sus consecuencias la constitución Com per lo senyor, los remensas radicales encabezados por la «aún enigmática figura» ―en palabras de Vicens Vives― de Pere Joan Sala optaron por la rebelión. Sala había nacido en Granollers y durante la primera guerra remensa había sido lugarteniente del líder remensa Francesc de Verntallat. Según Vicens Vives, «abandonando la política morigerada de Verntallat… Sala atizó cuanto pudo el incendio de la discordia, con el espíritu fanático y demagógico de los revolucionarios natos. Él fue quien, con el asesinato de Desvern, dio la primera réplica violenta a la ley de 1481; él había de ser quien, al atacar al oficial real Salbá en las montañas de Mieres, provocaría el desencadenamiento de las pasiones populares, retenidas durante más de veinte años».

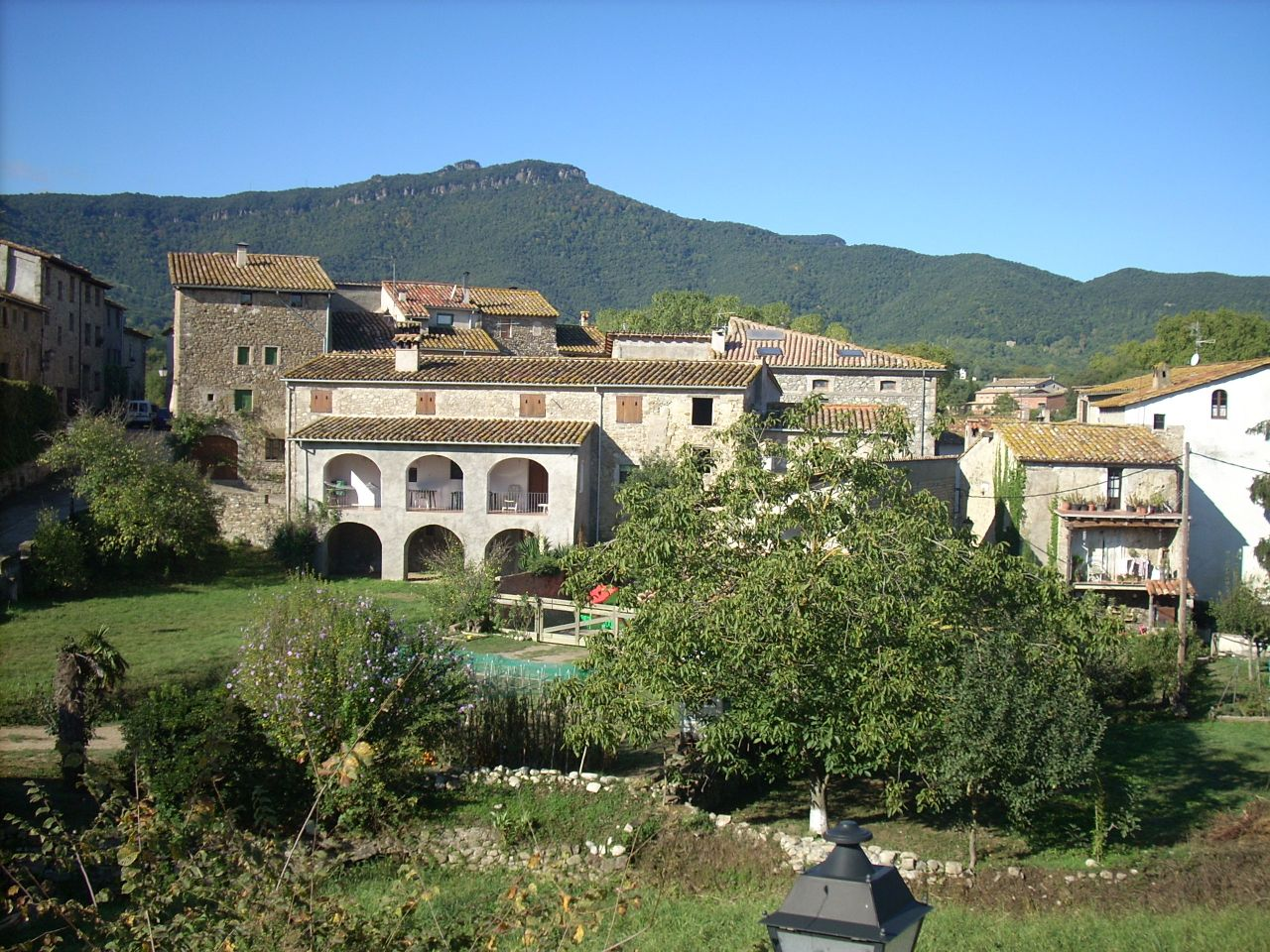
Vista de Mieres (Gerona) donde se produjo el ataque a la hueste del oficial Gilabert Salbá que dio inicio a la segunda guerra remensa.

En agosto de 1484 aparecieron clavados en las puertas de la catedral de Gerona unos escritos amenazadores contra los señores que exigían el pago de censos y prestaciones. Los nobles y los eclesiásticos de la zona pidieron la intervención de la fuerza pública al lugarteniente don Enrique de Aragón. Este decidió enviar a mediados de septiembre una hueste al mando del oficial Gilabert Salbá para que persiguiera a los que habían distribuido por Gerona y por el Ampurdán unos albarans de desafiament (‘albaranes de desafío’). Pero también les confirió la misión de que apoyaran a los señores a obligar a sus campesinos a hacer efectivos los censos y derechos que les debían, incluidos los malos usos. De esta forma lo que debía ser una acción de policía contra Pere Joan Sala y sus seguidores, a los que se hacían responsables de los albarans de desafiament, se convirtió en una campaña antirremensa.
En cuanto Salbà llegó a Gerona se ocupó sobre todo de la segunda parte de su misión y comenzó a embargar los bienes de los campesinos morosos. Cuando el 22 de septiembre de 1484 se encontraba en el valle de Mieres realizando esta tarea, en compañía del veguer de Gerona, fue atacado y derrotado por una hueste remensa compuesta por varios centenares de hombres al mando de Pere Joan Sala ―Salbá perdió un ojo, el veguer de Gerona fue hecho prisionero y un soldado de la hueste de Salbá resultó muerto―. Así dio comienzo la segunda guerra remensa.
La acción de Sala contra el oficial Salbá y el veguer de Gerona lo colocaba fuera de la ley, lo que fraccionó el movimiento remensa porque el sector moderado, que continuaba confiando en la intervención de la monarquía para la solución del pleito agrario, no lo secundó ―entre ellos Francesc de Verntallat, líder de los remensas durante la primera guerra―.
Dos días después del ataque remensa de Mieres, el lugarteniente Enrique de Aragón salió de Barcelona al frente de una hueste, a la que se uniría el somatén que había convocado el baile de Gerona. En cuanto llegó a esta ciudad comisionó a varios alguaciles reales para que demolieran las casas y refugios de «los que habían participado en el ataque a Salbá». Sin embargo, no consiguió acabar con la rebelión por lo que decidió regresar a Barcelona a donde llegó el 27 de octubre.
Pocos días antes el lugarteniente había recibido una carta del rey Fernando, fechada el 13 de octubre, en la que este mostraba su preocupación por lo sucedido y le ordenaba actuar: «Por ser caso de tant feo exemplo es mucho necesario vos deys forma com en ello se faga hun exemplar castiguo; e, por tanto, si partido no sereys para al Ampurdan, vos rogamos y encargamos luego partays y trabajeys en hauer a vuestras manos al Joan Sala de Granollers».
Por su parte Sala y sus seguidores tras el ataque de Mieres marcharon a la comarca de Osona para después de amenazar Vich dirigirse a la comarca de La Selva. A su paso fueron provocando el levantamiento de más campesinos a los que Sala prometía la exención completa de cualquier pago o prestación a los señores, por lo que quedarían como dueños absolutos de sus tierras, y además les decía que su causa estaba apoyada por el rey Fernando II ―la entrada en los pueblos se hacía al grito de «visca el rei», ‘viva el rey’―. Además en cada localidad que lograba sublevar nombraba un lugarteniente suyo a quien los lugareños debían jurar fidelidad y homenaje. Sublevadas la Montaña, Osona y La Selva pasó al Ampurdán para extender la sublevación a todo el nordeste de Cataluña. Así el 10 de noviembre se encontraba en Canet de Adri al frente de un grupo de unos 400 remensas para desde allí dirigirse a Torroella de Montgrí, pero el intento de tomar esta villa, la más importante del Bajo Ampurdán, fracasó, al no encontrar el apoyo de los remensas ampurdaneses.

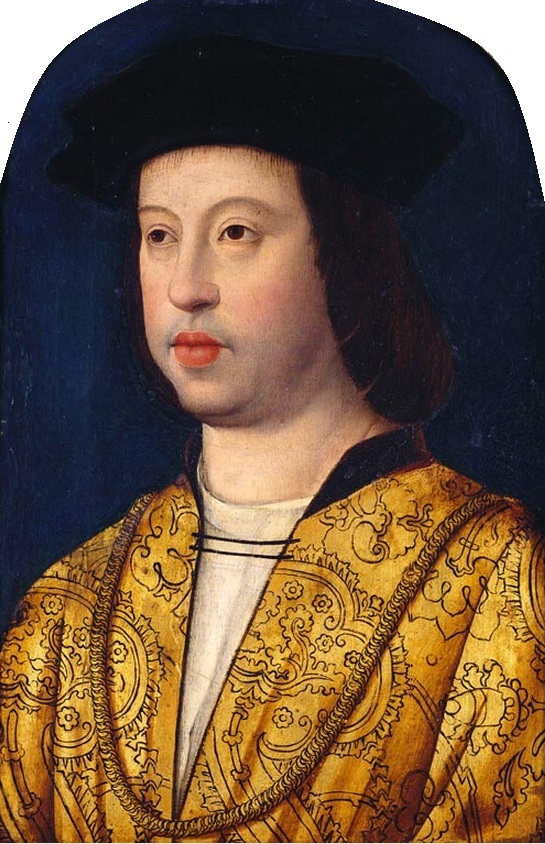
Fernando II de Aragón

Tras no conseguir sublevar el Ampurdán, Sala se dirigió de nuevo hacia Vich, apoderándose a principios de diciembre del estratégico castillo de Anglés, lo que le permitió tener el camino libre para intentar conquistar Gerona, lo que de lograrlo constituiría un gran golpe militar que, según Vicens Vives, «proporcionaría el triunfo a su causa». El asalto a Gerona comenzó el 14 de diciembre pero los defensores de la ciudad, advertidos de los propósitos de Sala por el lugarteniente Enrique de Aragón, lograron rechazarlo. Entonces Sala estableció su campamento a tres kilómetros al norte de la ciudad para desde allí dirigir el asedio.
Por su parte el lugarteniente Enrique de Aragón preparó una hueste compuesta de 50 soldados a caballo al mando del gobernador de Cataluña Galcerán de Requesens y Joan de Soler para socorrer a Gerona y acabar con el movimiento de Sala, quien «iba seduciendo a los pueblos, tomando villas y castillos, poniendo capitanes y haciendo otras cosas indebidas en grande deservicio del rey, y provocando gran revolución en el referido Principado» ―«quizá es la primera vez que aparece en los textos la palabra revolución en el sentido moderno», apostilla Vicens Vives―. Asimismo escribió al conde de Cardona, que se encontraba en tierras pirenaicas combatiendo al conde de Pallars, para que se uniera a Requesens. Este, que llevaba instrucciones directas del lugarteniente para que ejecutara en la horca a los cabecillas de la rebelión, llegó a Gerona el 17 de diciembre, tres días después del fracasado asalto de la ciudad por las fuerzas de Sala. Pero en principio no atacó a Sala acampado al norte de la ciudad sino que se limitó a reforzar su defensa.
Por esas mismas fechas de mediados de diciembre de 1484 estalló en Vich un segundo levantamiento remensa encabezado por Bartolomé Sala, de Montornés del Vallés, sobrino de Pere Joan Sala. Tras sublevar la zona de Vich Bartolomé Sala se dirigió a la comarca del Vallés donde intentó apoderarse de Granollers y tras fracasar en su propósito merodeó por Montmeló y Montornés, localidades próximas a Barcelona. A continuación pasó a Llinás, donde amenazó a su señor para que no cobrara ni censos ni prestaciones a sus campesinos, para después dirigirse a Tarrasa.

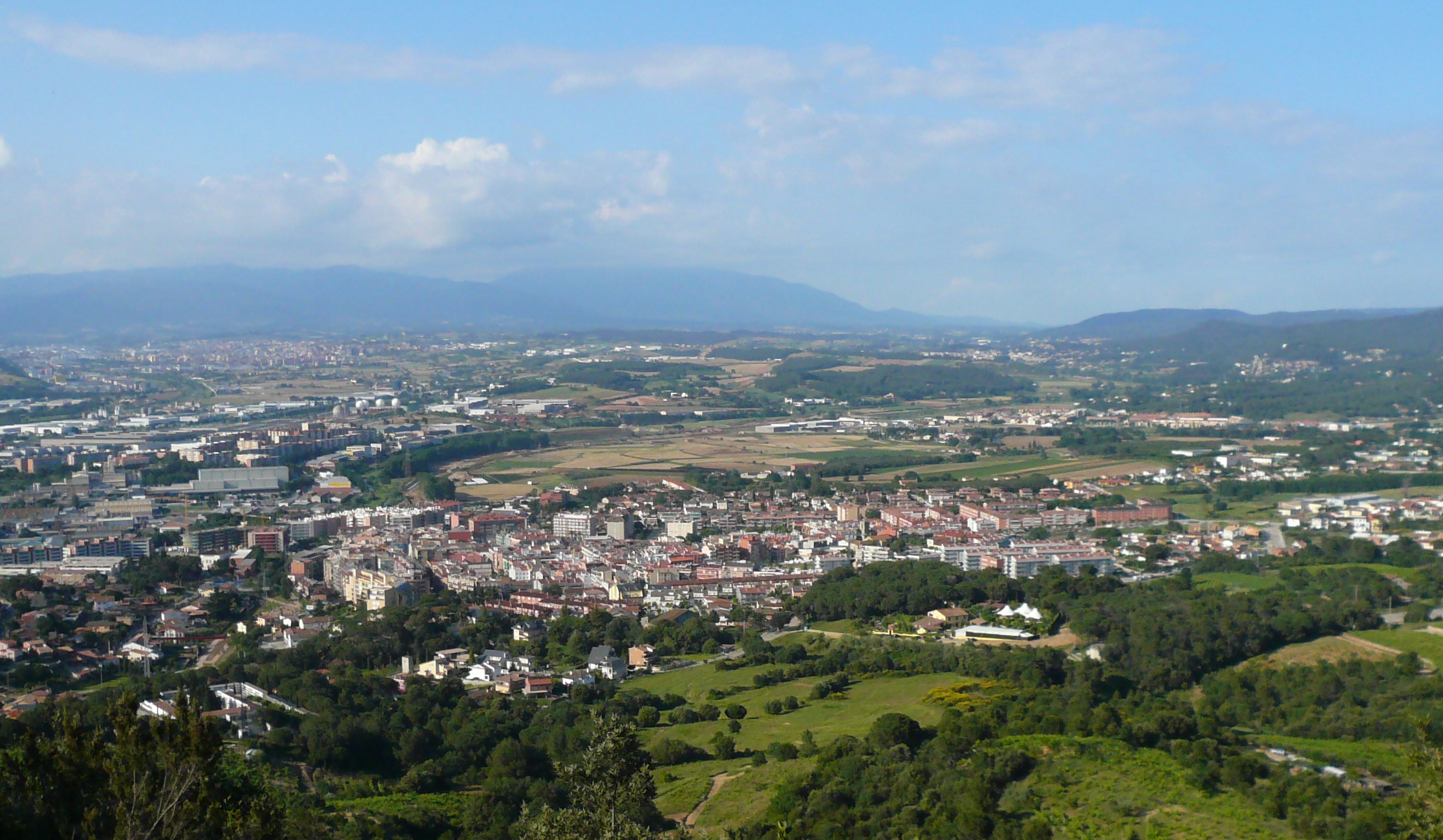
Vista de Montornés del Vallés donde las fuerzas de Bartolomé Sala derrotaron a las fuerzas del veguer Antonio Pedro de Rocacrespa. Al fondo Granollers y el macizo del Montseny.

La cercanía de este segundo grupo rebelde remensa a Barcelona y la amenaza que suponía para los «carrers» de la ciudad ―las localidades consideradas como barrios de Barcelona y que por tanto estaban bajo su protección― hizo que sus autoridades se aprestaran a intervenir «y, desde luego, ―según Vicens Vives― Barcelona tenía pasión, voluntad, gente y dinero para acabar con los revolucionarios remensas». Pero el primer intento de detener a Bartolomé Sala fracasó pues el 4 de enero de 1485 sus fuerzas derrotaron a las comandadas por el veguer Antonio Pedro de Rocacrespa en las cercanías de Montornés del Vallés. Pocos días después llegaba a Barcelona una carta del rey Fernando, decidido a acabar con la revuelta de los dos Sala, en la que anulaba la salvaguardia de 1483 que permitía las reuniones de los remensas. El edicto real fue inmediatamente publicado por orden del lugarteniente general de Cataluña y se le hizo llegar a los rebeldes. Cuando Pere Joan Sala insistió a pesar de todo de que contaba con el respaldo del rey, los consellers le contestaron que «creían que esto era contra verdad, ya que sabían bien que S. M. era tan justo y virtuoso, que tales usos eran apartados de la voluntad de su gran Excelencia».
Tras su victoria en Montornés Bartolomé Sala se hizo fuerte en Caldas de Montbuy, donde esperó la venida desde el norte de Pere Joan Sala. Este llegó hacia el 16 de enero, reuniendo entre los dos caudillos remensas unos mil hombres. Mientras tanto el lugarteniente de Cataluña Enrique de Aragón estaba reuniendo un ejército para hacerles frente, del que formaría parte la Bandera de Barcelona, convocada por el Consejo de Ciento. Así describió este organismo en una carta enviada al rey la tensión que se vivía en Cataluña aquel enero de 1485:

Toda negociación cesa, la gente no osa ir por el país; los que desean vivir bien, para alejarse de la congregación de los remensas, se recogen con sus bienes en esta ciudad… Los que aman las novedades y hacen gala de mal vivir, se adhieren a ellos… Estos concitan y conmueven a los pueblos, profieren amenazas, destruyen la tierra, gastan los víveres, no piensan en cultivar ni arreglar el campo, olvidan todo beneficio y sólo procuran la conmoción y perdición del país.

El 31 de enero de 1485 llegaron a Barcelona unas cartas del rey Fernando fechadas en Sevilla en las que daba cuenta de una concordia que había firmado el 12 de enero para poner fin al pleito remensa y que había sido rubricada por nueve síndicos remensas que el sector moderado del movimiento había enviado a la corte. Pero ninguna de las dos partes en conflicto aceptó los términos de la concordia por lo que continuaron con sus preparativos para solventarlo por la vía de las armas. Los ‘’consellers’’ de Barcelona declararon que veían «tales actos [del monarca] tender a la total destrucción de las leyes y libertades del país y desolación de los pobladores en dicha ciudad y Principado» y escribieron a continuación al rey que «en todo el país había causado gran admiración y dolor tales cartas y deliberaciones». Por su parte Pere Joan Sala también manifestó su posición contraria a la concordia cuando se entrevistó en Llisá con los síndicos remensas que la habían negociado en la corte. «Ante el futuro ―afirma Vicens Vives― se abrían para Sala dos caminos: o aceptar los puntos de vista del soberano y, favoreciendo el compromiso, envainar la espada y acogerse a la justicia o a la magnanimidad del monarca, o bien proseguir la revuelta hasta el triunfo y la derrota. Y aceptó libremente este último. ¿Por qué? Quizá por fidelidad a su estrella o por creer que una victoria sobre el ejército real le haría dueño indiscutible de la situación y en circunstancia de imponer “su” compromiso a los nobles y al monarca». De hecho al día siguiente de la reunión, que tuvo lugar el 2 de febrero, Sala, aprovechando que era un día de mercado y las puertas estaban abiertas, ocupó y saqueó Granollers, matando a varias personas y obligando a sus habitantes a pagar una importante cantidad de dinero para sufragar los gastos de la guerra.
Como había sido atacado uno de los «carrers» de Barcelona el Consejo de Ciento activó el reclutamiento de un ejército y puso a la ciudad en estado de defensa por si había disturbios internos en apoyo de los insurrectos. Casi al mismo tiempo el lugarteniente Enrique de Aragón reunió a los tres brazos del Principado y a la Diputación del General de Cataluña para hacer frente a la situación. Al día siguiente, 8 de febrero, entraban en Barcelona las huestes del conde de Cardona y de su hijo el condestable de Aragón para unirse al ejército real.

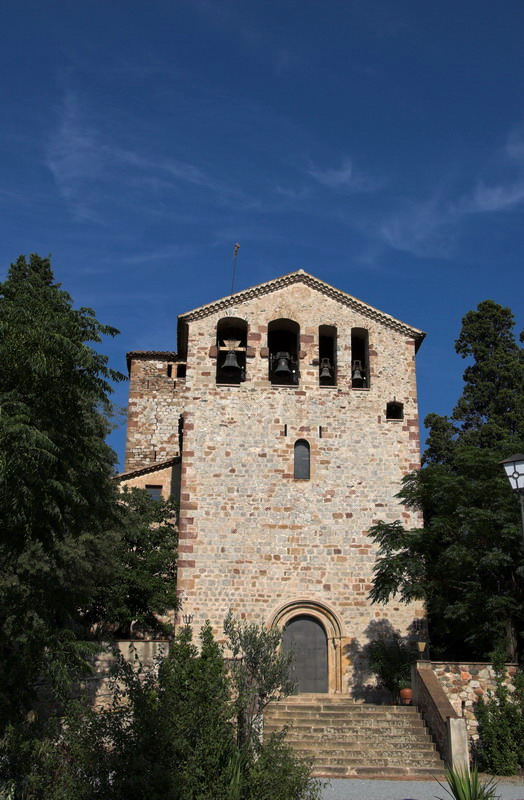
Iglesia de Santa María de Llerona, en cuyas cercanías se produjo la batalla de Llerona que puso fin a la segunda guerra remensa.

Por su parte los Sala continuaron su campaña sobre la comarca del Vallés y se apoderaron de Sabadell y de Tarrasa y a continuación pasaron al Bajo Llobregat atacando Esparraguera y Martorell. Poco después, mientras Pere Joan Sala se encontraba en las comarcas de Gerona, sus subordinados atacaron el estratégico castillo cercano a Tarrasa de Jofre de Sentmenat, ciudadano de Barcelona. Este ataque provocó que el lugarteniente convocara el Consejo Real en el que se decidió la salida de Barcelona de un ejército compuesto por 200 jinetes y 700 peones al mando del condestable de Aragón, hijo del conde de Cardona. Desde Barcelona, de donde partió el 1 de marzo, se dirigió a Sabadell. Esta localidad fue tomada el día 2 pero al día siguiente el ejército real fracasó en su intento de recuperar Tarrasa, replegándose a continuación a Sabadell. Desde allí se dirigió a Granollers que consiguió ocupar el día 4 o 5 de marzo. Cuando las fuerzas de Sala intentaron recuperarla días después fueron estrepitosamente derrotadas el 9 o el 10 de marzo por las huestes reales ―«era la primera victoria que en campo abierto se apuntaban los reales, lo que les devolvía la moral de que por tanto tiempo habían carecido», comenta Vicens Vives―.
Tras la derrota de Granollers Pere Joan Sala consiguió rehacer sus fuerzas y el 22 de marzo atacó Mataró, que como Granollers era un «carrer» de Barcelona. En auxilio de Mataró acudió desde Badalona el ejército real al mando del condestable de Aragón, al que se había sumado la Bandera de Barcelona comandada por el ‘’conseller en cap’’ Jaime Destorrent, pero cuando llegaron las fuerzas de Sala, tras saquear la villa, ya habían marchado de vuelta a la comarca del Vallés ―su propósito era levantar el cerco de Tarrasa cuyos remensas todavía resistían el asedio de las tropas realistas―. El 24 de marzo el condestable tuvo noticias de que Sala estaba atacando Llerona, un pueblo situado al norte de Granollers, por lo que decidió dirigirse hacia allí a marchas forzadas. Llegó por la tarde de ese mismo día e inmediatamente se produjo un combate encarnizado entre los dos ejércitos. La victoria fue para el ejército real. El ejército remensa sufrió numerosas bajas ―más de doscientos muertos― y cientos de sus hombres fueron hechos prisioneros. Entre ellos el mismo Pere Joan Sala. Este fue ejecutado ―degollado y desmembrado― en Barcelona cuatro días después, el 28 de marzo de 1485 ―su cabeza fue colgada en el Portal Nou de la ciudad― . «Así terminó la suprema aventura de su vida que durante medio año, le había hecho, a la vez, el ídolo y el terror de parte de Cataluña», comenta Vicens Vives.

## Consecuencias

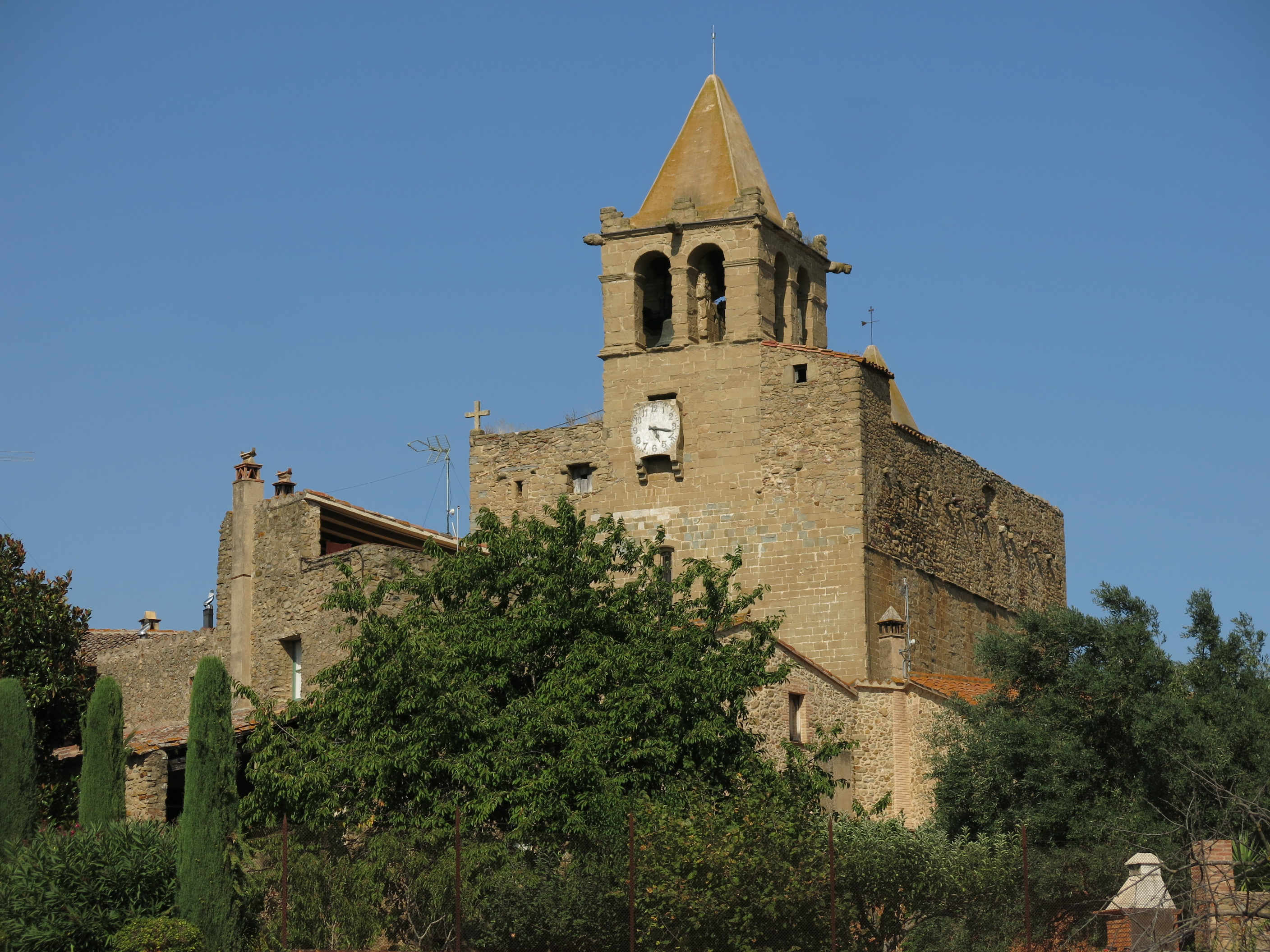
Iglesia de San Esteban de Madremaña donde se reunieron los síndicos remensas para deponer las armas y discutir la propuesta de concordia del rey Fernando II de Aragón.

Tras su victoria en la batalla de Llerona, las fuerzas realistas desataron una fuerte represión contra los remensas rebeldes ―entre otras medidas se les prohibió llevar armas―, pero no se consiguió pacificar la Montaña —que, en palabras de Vicens Vives, «seguía en pie de guerra»—, ni acabar con la tensión que se vivía en las comarcas vecinas como la de La Selva. Por su parte el gobernador Requesens, siguiendo las instrucciones del rey Fernando, optó por buscar el acuerdo con los remensas para conseguir la total pacificación del territorio y el 1 de abril permitió que estos se reunieran en asamblea en Madremaña. Allí los congregados acordaron deponer las armas y discutir la propuesta de concordia del monarca. Este nada más conocer la derrota de Sala había enviado una carta al lugarteniente de Cataluña en la que, sin dejar de abogar por el castigo de los líderes de los insurrectos ―los «conduzidores de la facción»―, apoyaba la vía del compromiso para poner fin al pleito remensa:

Ca la conclusión de aquestas diferencias, como podeys considerar, no solamente consiste en el castigo de los dichos payeses, que es razón se faga debitamente, mas ahun en poner ley cierta y determinada sobre la paga de los d(e)rechos que deuen fazer daquí adelante, porque en ningún tiempo mas susciten y sean extinctas para siempre… E por esso… vos rogamos y encargamos… que con la discrecion que conuiene entendays con todo studio e por las vías que mejor os parecieren como el dicho compromiso se firme por am(b)as partes… Quanta al castigo e punición de los dichos Pere Johan Sala y otros paiesos nos parece que hos deueys hauer con la prodencia y rectitud que de vos se spera, faziendo justicia mesclada (con) misericordia, según los demeritos de cada uno, hauendo sguart a los autores e conduzidores de la facción, usando de clemencia a la multitud por aquellos seduzida e traída.